# Alexander Walker Ogilvie
Alexander Walker Ogilvie, né le 7 mai 1829 né à Côte-Saint-Michel et mort le 31 mars 1902, était un politicien et un homme d'affaires canadien. Ses frères, William et John (en), et lui-même sont mémorables pour leur travail pionnier dans le domaine de la meunerie au Canada, ainsi que pour leur entreprise, A. W. Ogilvie & Co. de Montréal. Leur société s'est développée au point de devenir la plus importante minoterie de l'Empire Britannique. 

## Biographie

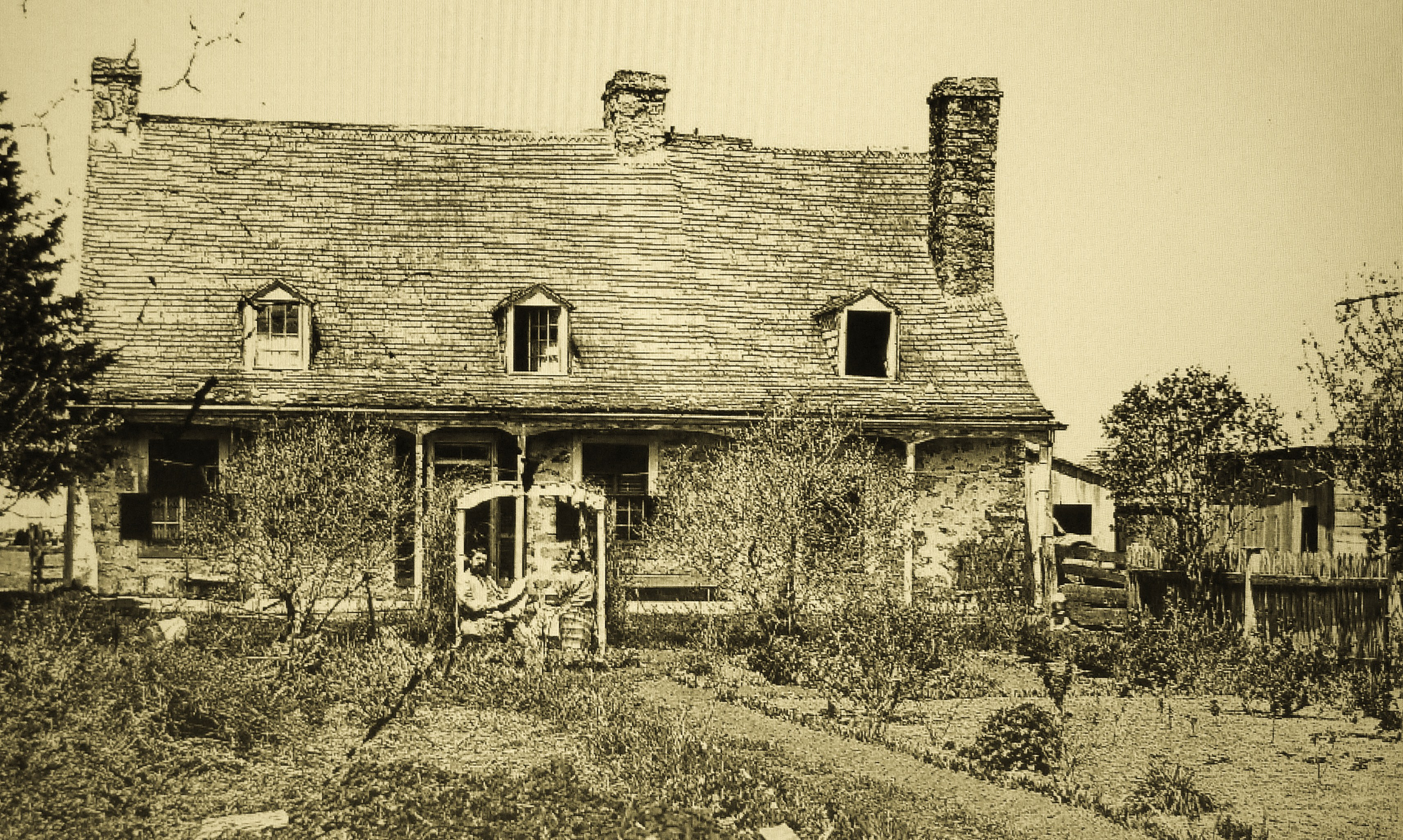
Ogilvie à Côte-Saint-Michel en 1866

Ogilvie est né à Côte-Saint-Michel, dans le Bas-Canada (aujourd'hui le Québec), situé sur l'île de Montréal, il est le fils d'Alexander Ogilvie et Helen Watson. Il fréquente l'académie Howden and Taggart à Montréal. Son père et son oncle, James Goudie, exploitaient un moulin à farine appelé Glenora Mills sur le Canal de Lachine. En 1852, Alexandre s'associe avec son oncle. Lorsque Goudie quitte la société en 1855, Ogilvie, travaillant désormais avec son frère cadet, Jean, forme A. W. Ogilvie & Company.
Leur frère, William Watson Ogilvie, a rejoint la société en 1860, à la tête de leurs bureaux à Montréal. À ce stade, William a été en mesure de consacrer plus de temps à la politique. Dans le Québec de l'élection générale, 1867, il a été acclamé à l'Assemblée Législative du Québec de la circonscription de Montréal-Ouest. Il n'a pas couru en 1871 élection. Il a quitté A. W. Ogilvie et Co en 1874. Il a été élu de nouveau en 1875 élection, cette fois dans la circonscription de Montréal-Centre. Il n'a pas couru en 1878 élection. En 1881, il a été nommé au Sénat du Canada , représentant la division sénatoriale de l'Alma, au Québec. Un Conservateur, il a démissionné en 1901.
Il était un juge de Paix et le Lieutenant-Colonel de la Cavalerie de Montréal, ainsi que directeur du cimetière Mont-Royal. Il s'est par ailleurs distingué en contribuant à la Montreal Workingmen's Mutual Benefit and Widows and Orphans Provident Society, elle-même membre de l'organisation à but non lucratif St. Andrew's Society.
Ogilvie est mort en 1902 et sa dépouille a été inhumée au Cimetière Mont-Royal.